# Chuckamuck
Chuckamuck ist eine 3-köpfige Garage-Rock-Band aus Berlin.

## Geschichte
Chuckamuck wurde im Ursprung um 2006/07 gegründet als die beiden Klassenkameraden Oskar Haßler aka „Oska Wald“ und „Jiles“ (bürgerlich Julius) bereits zusammen Musik machten. Ein halbes Jahr später stieß Lorenz Szukal aka „Lorenz O’Tool“ hinzu, der dieselbe Schule besuchte. Bassist war bis 2013 Jules. Die Band nannte sich ursprünglich „Qat“.
Den jetzigen Namen gab sich die Band in Anlehnung an das Würfelspiel Chuck a Luck und den Sänger Chuck Berry. 2009 wurden sie vom Berliner Label Staatsakt entdeckt und unter Vertrag genommen. Noch im gleichen Jahr veröffentlichten sie ihre ersten Singles. 2011 erschien das Debüt-Album der Band. 2013 ersetzte der Berliner DJ Jan Junker aka „Mohair Sam“ den Bassisten Jules.

## Stil
Viele Lieder werden vom Frontmann Oska gesungen. Seine raue Stimme sticht besonders charakteristisch hervor, da sie oft nuschelig oder fast unverständlich wirkt und damit gut mit dem rauen Sound der Instrumente verschmilzt. Während das erste Album noch eine ausgewogene Anzahl von deutsch- und englischsprachigen Liedern aufweist, singt die Gruppe auf weiteren Veröffentlichungen ausschließlich auf Deutsch.
Die Band wird häufig als deutsches Pendant der Black Lips genannt. Ihre Musik zeigt aber auch viele andere Einflüsse. Noch zu nennen wären der unter anderen namensgebende Chuck Berry, die Television Personalities sowie diverse Vertreter des Lo-Fi Punk.
Die Selbstbeschreibung ihrer Musik als „Kinder-Country“ hat Oska 2014 beim Sender Alex TV als großen Fehler beschrieben.

## Diskografie

### Alben
- 2011: Wild for Adventure (Staatsakt)
- 2013: Jiles (Staatsakt)
- 2017: Chuckamuck
- 2021: Language Barrier
- 2022: beatles (Bretford Records)

### EPs
- 2012: Omlett
- 2014: Im Knast (Staatsakt)
- 2020: Omlett 2

### Singles
- 2009: Autofahrn (Staatsakt)
- 2009: Alcohol (Staatsakt)
- 2011: Ostsee (Staatsakt)
- 2013: Hitchhike (Staatsakt)
- 2017: Sayonara (Staatsakt)
- 2018: Cinnamon (Staatsakt)
- 2020: Baltyk (Staatsakt)
- 2021: サヨナラ („Sayonara“, japanisch für „Auf Wiedersehen“; Staatsakt)